# Волго-Дон 2
Волго-Дон 2 (Канал Волго-Дон-II) — проект ирригационного канала, предназначенного для переброски воды из Волгоградского водохранилища (река Волга) в реку Дон.
Основной целью строительства канала являлась компенсация расхода донской воды при функционировании Волго-Донского судоходного канала, перекачиваемой с помощью насосных станций через систему водохранилищ в Волгу, и дальнейшее увеличение площади орошаемых земель в бассейне нижнего Дона.
В отличие от существующего Волго-Донского судоходного канала, начинающегося южнее Волгограда (и ниже по течению от Волжской ГЭС), Волго-Дон 2 должен был начаться от посёлка Ерзовка на Волгоградском водохранилище, выше ГЭС, и идти на запад через Грачи и Паньшино. Канал «Волго-Дон 2» создавался параллельно с проектированием канала «Волга-Чограй». Реализация обоих гидротехнических проектов приводила к забору из реки Волги столь большого объема воды, что требовалось подпитывать ее сток реками севера Европейской части России

## Предпосылки к строительству
Увеличение безвозвратного расхода воды для мелиорации и на промышленные нужды из Цимлянского водохранилища к 1970-м годам составило свыше 10 км³, для частичной компенсации отрицательного баланса было предложено перебросить часть воды из Волги посредством строительства 64-километрового канала, изначально предполагавшегося как составная часть системы переброски вод северных рек. После отказа от этого проекта канал решили построить как самостоятельное сооружение. Целями его создания являлось увеличение уровня воды в Цимлянском водохранилище и на нижнем Дону, что способствовало бы улучшению судоходной обстановки, частичное опреснение Азовского моря, орошение земель Волго-Донского междуречья. Также отъём воды из Волги по замыслу проектировщиков позволил бы замедлить начавшийся в то время подъём уровня Каспийского моря.

## Реализация проекта
Для гидростроителей был основан посёлок Ерзовка, численность рабочих доходила до 3 тысяч человек. Строительство было развернуто в середине 1980-х годов, на волжском склоне в верховьях балки Ерзовка был вырыт котлован под насосную станцию. Часть маршрута канала проходила по реке Паньшинке, её русло начали расчищать и углублять. На выемке грунта было задействовано два шагающих экскаватора. Общий объем земляных работ должен был составить около 80 млн кубометров.

Техника на строительстве канала

Строительство было прекращено в 1990 году в связи с ухудшением экономической ситуации в стране, а также возражения многих экологов. Волгоградский облсовет, принявший решение о приостановлении финансирования и прекращения строительных работ на канале с 1 августа 1990 года «в соответствии с рекомендациями экспертной комиссии Госплана СССР». Как объяснял тогдашний председатель Волгоградского облисполкома Иван Шабунин, комиссия сочла, что для завершения строительства «потребуются слишком значительные капиталовложения, которых РСФСР на данный момент позволить себе не может».
По сообщению журнала «Коммерсант-Власть», из сметной стоимости строительства в сумме 279,7 млн рублей, на момент его консервации было освоено, по разным источникам, от 130 до 141,7 миллиона рублей По оценке, сделанной современным специалистом, к моменту прекращения работ было построено около 20 % канала.

## Современное состояние
Построенный участок канала хорошо виден со спутниковых снимков 48°56′47″ с. ш. 44°37′14″ в. д.. По сведениям СМИ, к 2000 году большая часть строительных материалов — бетонные плиты, металлическая арматура и т. д. с построенных частей канала была расхищена; «от отстроенных шлюзов не осталось ничего — ни железных ворот, ни бетона, даже металлической проволоки, которая крепила блоки». В 2000 году многие из бывших строителей канала всё ещё жили в посёлке Ерзовка, и работали в Волгограде, расстояние от Ерзовки до Волгограда составляет 20 км. На месте котлована насосной станции образовалось озеро, местные жители называют его Зеркальное (Тархунка). По слухам, в результате неудачной попытки хищения с заброшенной строительной площадки здесь был утоплен башенный кран.

## Одноимённый проект
В 2000-х годах название Волго-дон 2 (также в форме Волгодон-2) чаще используют по отношению к другому активно обсуждаемому проекту: строительству второй нитки Волго-Донского судоходного канала.
С точки зрения экологической безопасности, строительство второй нитки Волго-Донского канала рискованно. Увеличение количества судов, в том числе танкеров, перевозящих нефть и нефтепродукты из Каспийского моря в Азово-Черноморский бассейн, предполагает риск дополнительного загрязнения Волги и Дона, являющихся основными источниками питьевой воды для Ростова, Волгограда и других городов Юга России. Под удар будут поставлены заповедные территории Нижней Волги (дельта Волги), непоправимый ущерб будет нанесен большинству видов рыб Северного Каспия, нерестящихся в Волге. В случае аварии (независимо от причин) танкера грузоподъемностью 3 тыс. тонн с разливом нефти, например, в районе Волгограда, всему низовью Волги и её дельте с заповедными районами будет нанесен катастрофический ущерб. То же самое может произойти и с низовьями Дона.
Очень серьёзной проблемой реализации проекта строительства канала Волгодон-2 является проблема строительства Багаевского гидроузла, способного нанести непоправимый урон рыбному хозяйству Азовского моря — гидроузел в случае строительства закроет нерестовый ход на реке Дон. Другой проблемой является то, что в отличие от первого канала — второй канал пересекает сразу несколько крупных транспортных путей, и, прежде чем построить сам канал — придётся построить как минимум пять новых мостовых переходов.